# Eclissi solare del 6 febbraio 2027
L'eclissi solare del 6 febbraio 2027 è un evento astronomico che avrà luogo il suddetto giorno attorno alle ore 16.00 UTC .